# مناعة ذاتية
المناعة الذاتية أو الآنْضِدَادِيّة أو المناعة ضد الذات (بالإنجليزية: Autoimmunity)‏ هي نظام استجابة مناعية في الكائن الحي ضد الخلايا والأنسجة السليمة الخاصة به. يطلق على أي مرض ينجم عن مثل هذه الاستجابة المناعية الشاذة «مرض مناعة ذاتية». تشمل أهم الأمثلة على أمراض المناعة الذاتية الداء البطني، وداء السكري النوع الأول، والساركويد، والذئبة الحمامية الجهازية (SLE)، ومتلازمة شوغرن، ومتلازمة شيرغ ستراوس، والتهاب الغدة الدرقية لهاشيموتو، ومرض جريفز، والفرفرية قليلة الصفيحات مجهولة السبب، ومرض أديسون، والتهاب المفاصل الروماتويدي (RA)، والتهاب الفقار اللاصق، والتهاب العضلات (PM)، والتهاب الجلد والعضلات (DM)، والتصلب المتعدد (MS). غالبًا ما يتم علاج أمراض المناعة الذاتية باستخدام الستيرويدات.

## تاريخ
في أواخر القرن التاسع عشر كان يُعتقد أن الجهاز المناعي لم يتمكن من التفاعل ضد أنسجة الجسم. اقترح بول إيرليخ، في مطلع القرن العشرين، مفهوم التحمل الذاتي. قام إرليخ في وقت لاحق بتعديل نظريته للتعرف على احتمال حدوث هجمات ذاتية للأنسجة، لكنه يعتقد أن بعض آليات الحماية السليقية (الفطرية) من شأنها أن تحول دون أن تصبح الاستجابة المناعية الذاتية مرضية.
في عام 1904 تم تحدي هذه النظرية من خلال اكتشاف مادة في مصل المرضى الذين يعانون من البيلة الهيموغلوبينية البردية الانتيابية التي تفاعل مع خلايا الدم الحمراء. خلال العقود التالية، تم ربط عدد من الحالات باستجابات المناعة الذاتية. ومع ذلك، فإن الوضع الرسمي لمبدأ إرليخ أعاق فهم هذه النتائج. أصبح علم المناعة بيوكيميائيًا أكثر من كونه تخصصًا سريريًا. بحلول عام 1950 بدأ الفهم الحديث للأجسام المضادة الذاتية وأمراض المناعة الذاتية بالانتشار.
وفي الآونة الأخيرة، أصبح من المقبول أن تكون استجابات المناعة الذاتية جزءًا لا يتجزأ من أجهزة المناعة في الفقاريات (التي يطلق عليها أحيانًا «المناعة الذاتية الطبيعية»)، وعادةً ما يتم منعها من التسبب في مرض بسبب ظاهرة التحمل المناعي للمستضدات الذاتية. لا ينبغي الخلط بين المناعة الذاتية وبين المناعة المتباينة.

## الجنس
تشير بعض الأدلة إلى أن جنس الشخص قد يلعب أيضًا دورًا في ظهور المناعة الذاتية؛ بمعنى آخر، معظم اضطرابات المناعة الذاتية مرتبطة بالجنس. الرجال معرضون تمامًا مثل النساء للإصابة باضطرابات المناعة الذاتية أن لم يكن بنسبة أكثر مثل: التهاب الفقار القسطي، ومرض السكري من النوع الأول، ورام حبيبي ويغنري، داء كرون ، والتهاب الأقنية الصفراوية المصلب الابتدائي، والصدفية. يبدو أن خطر المناعة الذاتية أعلى لدى النساء منه عند الذكور عندما يتم تنشيط جهاز المناعة لديهم مع زيادة الاستجابات الالتهابية لدى النساء بشكل عام.
لدور الجنس في المناعة الذاتية أسباب عديدة. تصاب النساء عمومًا باستجابات التهابية أكثر من الرجال عندما يتم تنشيط أجهزتهن المناعية، مما يزيد من خطر الإصابة بالمناعة الذاتية. تميل العديد من أمراض المناعة الذاتية إلى التقلب وفقًا للتغيرات الهرمونية مثل تلك التي تحدث أثناء الحمل أو الدورة الشهرية أو عند استخدام موانع الحمل الفموية، مما يدل على أنها تتأثر بالهرمونات التناسلية. ويبدو أن تاريخ الحمل يزيد من خطر الإصابة بأمراض المناعة الذاتية بمرور الوقت. يُفترض أن التبادل الصغير المباشر للخلايا الذي يحدث بين الأمهات وأطفالهن أثناء الحمل قد يتسبب في المناعة الذاتية، مما يؤدي إلى قلب التوازن بين الجنسين لصالح الأنثى.
تقترح نظرية أخرى أن التعطيل الصبغي X غير المتوازن هو المسؤول عن زيادة انتشار المناعة الذاتية في الإناث. طور جيف ستيوارت من جامعة برينستون لأول مرة نظرية انحراف تعطيل X والتي تم دعمها تجريبياً في تصلب الجلد والتهاب الغدة الدرقية المناعي الذاتي. هناك العديد من آليات الحساسية الجينية المعقدة الإضافية التي تم افتراضها ولا زالت قيد البحث.

## وصلات خارجية
- American Autoimmune Related Diseases Association: a nonprofit advocacy
- Immune Tolerance Network: a research-oriented resource
- Nobel Prize The 1960 Nobel Prize in Physiology or Medicine was awarded to Frank M. Burnet and Peter B Medawar.
- Autoimmunity can be caused by environmental toxins
- The Immunology Database and Analysis Portal - an NIAID-funded database resource of reference and experiment data covering the entire immunology domain